# أبو بكر راسم باشا
أبو بكر راسم باشا سياسي عثماني شغل منصب والي مصر منذ 1762 حتى 1762.